# Clara Camacho
Clara Camacho del Hoyo (21 de septiembre de 1994) es una deportista española que compitió en natación sincronizada. Ganó tres medallas en el Campeonato Europeo de Natación entre los años 2012 y 2016.

## Palmarés internacional
| Campeonato Europeo | Campeonato Europeo       | Campeonato Europeo | Campeonato Europeo |
| Año                | Lugar                    | Medalla            | Prueba             |
| ------------------ | ------------------------ | ------------------ | ------------------ |
| 2012               | Eindhoven (Países Bajos) | Medalla de oro     | Combinación libre  |
| 2014               | Berlín (Alemania)        | Medalla de plata   | Combinación libre  |
| 2016               | Londres (Reino Unido)    | Medalla de bronce  | Equipo libre       |